# Real Avilés
Real Avilés ist ein spanischer Fußballverein aus Avilés in Asturien. Der Klub spielt in der Saison 2017/18 in der Tercera División. Der Verein erhält die Tradition von Real Avilés CF, dem ursprünglich ältesten Fußballverein aus Avilés, aufrecht.

## Geschichte

### Die Anfänge
Im Jahr 1903 wurde der Avilés Sport Club als erster Fußballverein der Stadt gegründet, ehe er 1906 nach dem Zusammenschluss mit der Sociedad Obrera Industrial in Círculo Industrial y de Sport de Avilés umbenannt wurde. Unter diesem Namen spielte der Verein in der Segunda División. Nach dem Spanischen Bürgerkrieg musste der Verein erneut den Namen ändern, da die Regierung unter Franco keine ausländischen Bestandteile in den Vereinsnamen erlaubte. Somit brach die Zeit des Real Avilés CF an.

### Erneute Fusion
In einigen Spielzeiten in den 50er-Jahren kehrte Avilés in die Segunda División zurück. Zu dieser Zeit wurde der Club Deportivo Llaranes gegründet, mit dem sich der Real Avilés CF im Jahr 1983 zusammenschloss. Erneut gab man dem Club einen neuen Namen – Real Avilés Industrial. Der größte Erfolg nach der Fusion war die Teilnahme an der Segunda División in den Spielzeiten 90/91 und 91/92. 

## Stadion
Avilés spielt im Estadio Román Suárez Puerta, welches eine Kapazität von 5.200 Zuschauern hat.

## Trikot
- Heimtrikot: Blau-Weiß gestreiftes Trikot, Blaue Hose, Weiße Stutzen

## Clubdaten
- Spielzeiten Liga 1: 0
- Spielzeiten Liga 2: 13
- Spielzeiten Liga 2B: 18
- Spielzeiten Liga 3: 50
- Bester Platz in der 2. Liga: 3. Platz
- Schlechtester Platz in der 2. Liga: 19. Platz

Stand: inklusive Saison 2017/18

## Erfolge
- Aufstieg in die Segunda División in der Saison 1989/90

## Spieler
- Luis Tonelotto (2003)